# 陸生螃蟹

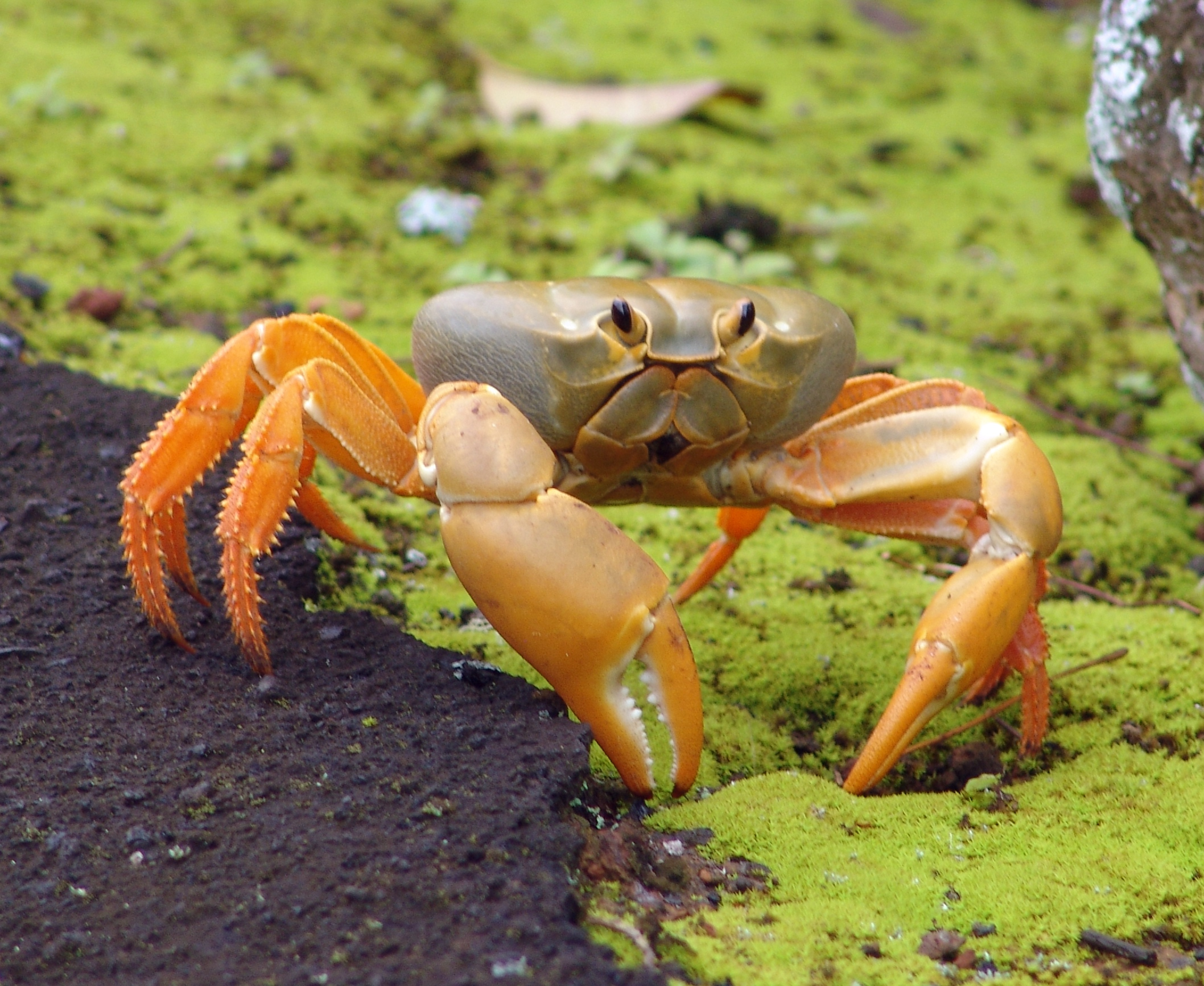
Johngarthia lagostoma（地蟹科）是一種發現於阿森松岛的陸生螃蟹，是當地最大的原生陸地動物

陸生螃蟹，有時亦簡單只叫作地蟹，指的是主要棲息於陸地上（包含棲息於樹上）的螃蟹。這些螃蟹，包含（但不只限）地蟹科（Gecarcinidae）和澤蟹科（Gecarcinucidae）和一些其他科下的屬（例如相手蟹屬）下一系列不同的蟹，通過多條不同的演化線而成為了陸生螃蟹物種。不過這個詞通常指的都是地蟹科的生物。

## 習性
事實上，「陸生螃蟹」、「半陸生螃蟹」及「水生螃蟹」之間並未有明顯的分界線。事實上，在螃蟹諸物種中，其「陸生特性」呈現一個連續的光譜，因為大多數陸生蟹仍然要返回水中產卵。即使是陸生螃蟹，有部分物種棲息於離大海只有數公里的距離，但每年進行遷徙時都會返回海裡，以完成其旅程。舉例說：棲息於澳大利亞位於印度洋聖誕島的聖誕島紅蟹（Gecarcoidea natalis）會在印度洋的季风季節遷徙（en masse），形成一道橫跨島上公路的「螃蟹活地氈」。這些螃蟹每日可遷移最多1.46 km（0.91 mi），合共4 km（2.5 mi）。只有少數陸生螃蟹，例如部分吸血鬼蟹屬（Geosesarma）的物種，能夠不用回到水裡，直接在被母親抱卵後在母體上成長為細小的、完全成長的小蟹為止。有不少的陸生螃蟹均屬於溪蟹科，而這個科的物種主要為淡水蟹，有些還發展出半陸生的棲息形態，例如：南海溪蟹属（Nanhaipotamon）的物種，甚至再進一步演化會完全陸生的動物，儘管有時還要返回淡水中繁殖，例如：内溪蟹属（Tiwaripotamon）的物種。

## 生態

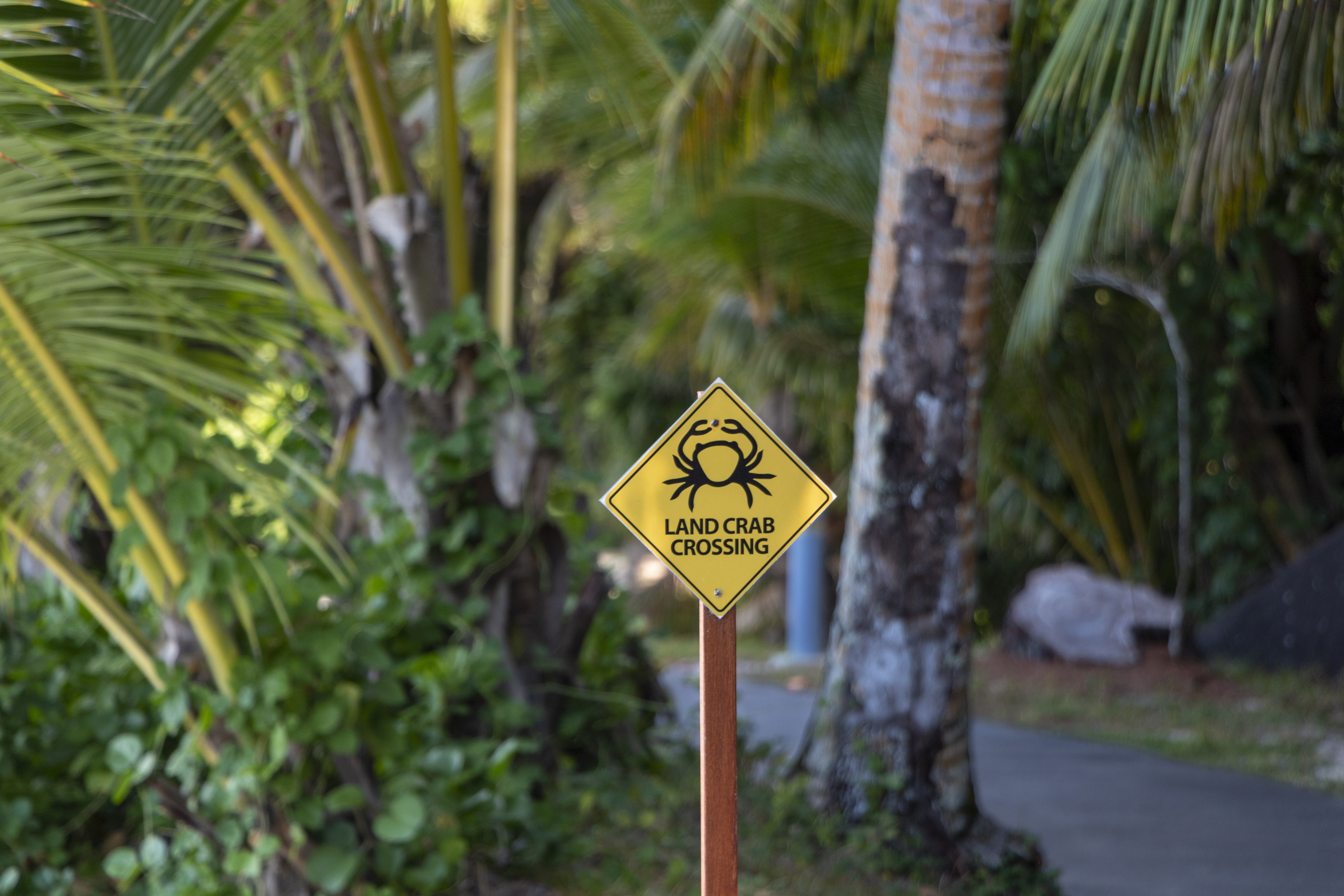
位於塞舌尔島上有關陸生螃蟹的警告路標

陸生螃蟹往往從淡水蟹過來，因為當牠們從海裡移往淡水棲息時所發生的生理学轉變，已成為了牠們再移居陸上的扩展适应。在部分海洋島嶼，陸生螃蟹往往佔據了當地生態塔的頂端。

## 外部連結
- . . 1920.